# Анна Банти
Анна Бàнти (на италиански: Anna Banti), псевдоним на Лучѝя Лопрèсти (Lucia Lopresti), е италианска писателка, изкуствоведка (с монографии за Лоренцо Лото, Диего Веласкес и Клод Моне), романистка (специалистка в историко-биографичния жанр), преводачка (от английски и френски) и есеистка.

## Биография
Тя е единственото дете в семейство от сицилиански произход, което се премества първо в Калабрия и след това в Пиемонт. Насърчена е от баща си Луиджи-Винченцо Лопрести, адвокат на железниците, да учи хуманитарни науки. Майка ѝ Джема Бенини е родом от Прато.
Завършва класическа гимназия. Дипломира по специалност „Литература“ с дипломна работа за писателя на изкуството от 17 век Марко Боскини, под ръководството на Адолфо Вентури. Първото ѝ есе за Боскини се появява в «L'Arte» (редактиран от самия Вентури) през 1919 г. и е възхвалявано от Бенедето Кроче в «La Critica».
През 1924 г. се омъжва за критика и историка на изкуството Роберто Лонги (1890 – 3 юни 1970), когото среща през 1914 г. като преподавател в Лицей „Тасо“ в Рим – човек с дълбока култура, както литературна, така и артистична. Те нямат деца. През 1950 г. създават списанието „Парагоне“ (в двойната роля на „Изкуство“ и „Литература“): Банти отговаря за литературния отдел до смъртта на съпруга си, за да се заеме след това и с двата отдела. На следващата година Фондация „Лонги“ е официално призната, на която тя дарява сградата на ул. „Фортини“. По-късно е назначена за председателка на Управителния съвет на фондацията, на която се посвещава с новооткрит ентусиазъм. Умира на 90-годишна възраст през 1985 г. и е погребана до съпруга си в гробището Алори във Флоренция.

## Литературна кариера

### Псевдоним
„Анна Банти“ е псевдоним, както е обяснено в интервю на Сандра Петриняни през 1983 г.:
| „ | Щеше да ми се хареса да използвам фамилното име на съпруга си. Но той вече го беше направил известно и не ми изглеждаше правилно да не се съобразя с това. Не харесвах истинското си име Лучия Лопрести. Не е достатъчно музикално. Анна Банти беше роднина на семейството на майка ми. Много елегантна, много мистериозна благородничка. Като дете бях много заинтригувана от нея. Така станах Анна Банти. В края на краищата ние сами си създаваме името. Не е казано, че през целия си живот сме името на нашето раждане | “ |

В писмо от 1973 г. до Джузепе Леонели авторката обяснява: 
| „ | Анна Банти? Онази дама с бял воал, която ме омагьоса като дете, бе само претекст за моята неувереност, когато трябваше да подпиша. Освен това истинското ми име е име на дете (поне за мен: в Марке, във Фонтеспина ме наричаха Лучòла). Имах нужда от съвсем друго име, което да ми се наложи, тайно и авторитетно. Като „Испанска инфанта“ фантазирах. | “ |

### Дебют
През 1930 г. дебютира в художествената проза като „Анна Банти“ с разказа „Барбара и смъртта“ (Barbara e la morte), който след някои модификации е включен в книгата от 1937 г. Така, но не изцяло, тя оставя настрана обучението и младежките си стремежи:
| „ | ...не бях създадена за историята на изкуството. Не беше зле да сменим страните. Освен това, тъй като Лонги вече беше там, за да бъде толкова добър критик, не ми се струваше, че има нужда друг да правя същото нещо много по-малко добре. Той беше гений на изкуствоведската критика, аз щях да съм нормална историчка на изкуството. Дори и да имах някаква интуиция в тази област. | “ |

От първите „наративни инкунабули“ една от характерните черти на писането ѝ се отнася до това, че тя действа като разказвач по особен начин в лицето на историите, способна едновременно да ги подкрепя и да отхвърля техните внушения, за да остане по-свободна, не само за да си представя, но и за да създава нови взаимоотношения с героите. Банти представя сложни истории - особено на жени, с психологическа основа, анализирайки, чрез сближаване на различни гледни точки, героите, уловени с голяма острота в техните моменти на морална и екзистенциална криза. Голямата тема е тази за самотата на жените в търсене на достойнство в света на мъжете, в една болезнена история за унижение и изкупление. Според Джанфранко Контини:
| „ | Основната тема е, така да се каже, за женското състояние, изследвано с патос, който, като се сдържа, непрекъснато се превръща дори в прибързана твърдост. Поради тази необходимост да дистанцира обекта от себе си нейните признати шедьоври са онези, в които фигурите носят отдалечеността на историята, евентуално припомнена и със стилистични средства [...], които придават колорита на времето и които идат много успешни на авторката, експертен посетител на архиви и ексхуматор на важни документи (по-специално за Караваджо и неговия кръг). Такъв е случаят с „Артемизия“'... | “ |

С течение на времето нейното писане, съобразено с най-истинската „художествена проза“ (например тази на Емилио Чеки и, очевидно, на Лонги), според Пиер Паоло Пазолини постепенно се лишава от собствената си „седефена твърдост“:
| „ | патината на стар пергамент, завършекът като една възхитителна незначителна творба, която изключва възможността дори най-малката несъвършено обработена област да оцелее върху нейните повърхности; страницата е загубила компактността на бродерията, твърдостта на дамаската. Естествено Анна Банти продължава да пише както си знае, каквато е нейната вътрешна езикова традиция, нейният "идиолект". Но бързината да каже, [...] да превърти годините, за да стигне до важните дни, [...] кара нейния стил [...] да прилага собствените си неотменими правила по най-бързия начин, да не обръща внимание на известна небрежност, да не се страхува да отиде в услуга на разказване на истории, което го прави толкова „екстремен“, един елегантен език на средата! [...] изведнъж, всичко това не води до неподвижност, фиксиране на времето; напротив, [...] вместо да „фиксира“ реалността, тя сякаш ѝ съобщава собственото си тайнствено желание да тече, да тече. Може би рисуването се е превърнало в кино. | “ |

### 30-те–40-те години
През тези години Банти публикува „Маршрутът на Паолина“ (Itinerario di Paolina, 1937) – внимателен и деликатен портрет на Паола (алтер егото на авторката) в тринадесет части или „глави“, от първите преживявания на детството до прага на младостта; „Смелостта на жените“ (Il coraggio delle donne, 1940) – пет разказа за положението на жените между края на 1800-те и началото на 1900-те; „Седем луни“ (Sette lune, 1941) – роман, „недоузрял“ според самата авторка, с участието на Мария и Фернанда, които се сприятеляват заради университетски изпит, „Монахините пеят“ (Le onache cantano, 1942) – единадесет разказа, обикновено свързани с фигурата, повече или по-малко очевидна, на учената или „посетителката... в търсене на известни картини“.

### 40-те-50-те години
През това десетилетие Банти участва в неспокойното писане на „Артемизия“ (Artemisia, 1947) – пръв голям успех сред критиците и най-известната и изстрадала нейна книга. Анна Банти трябва да я напише два пъти, след като губи първата чернова при бомбардировка над Флоренция през 1944 г. Заедно с търсенето на героя сред развалините на историята (и на сърцето) и връзката с нея, авторката припомня живота на художничката от 17 век Артемизия Джентилески, „изключителна жена, нито булка, нито девойка“, разказвайки за артистичното призвание на една жена, бореща се с предразсъдъците на своето време („Ще видят коя е Артемизия“). Проблемен живот (изнасилване, процес) в търсене на себеутвърждаване и собствено достойнство („Но аз рисувам“ открива Артемизия, събуждайки се: и тя е спасена“; „... жена, която рисува през 1640 г. е акт на смелост, ....до днес“), но преди всичко в отчаяно търсене на обич, на любов, на която никога не се е радвала напълно за любимите хора: преданият и донякъде неразбран брат Франческо, нежният и незабавно изгубен съпруг Антонио, враждебната дъщеря Порциела, сенчестият и недостижим, особено към края, отец Ораций, с когото един ден тя успява да говори на „неговия“ (техния) език, този на изкуството, „на чистите, на избраните“. 
През същото десетилетие излиза „Жените умират“ (Le donne muoiono, 1951) – сборник от четири разказа, сред които „Избягалата Лавиния“: във Венеция на Вивалди тримата осиротели приятели в Ospedale della Pietà – Орсола, Дзанета и Лавиния мечтаят за бъдещето си; третото най-вече се явява раздвоено между изгарящата страст да композираш музика "инкогнито" и също толкова силното желание да откриеш корените си. Емилио Чеки определя разказа като „разказ, който е сред най-добрите в наративната литература през последните години и не само в Италия... Двете подли момичета, Орсола и Дзанета, които говорят за времето, когато са били в сиропиталището, и си спомнят бунтовничката Лавиния, са не по-малки от нея фигури, които трудно ще бъдат забравени“.
Следват „Аларма на езерото“ (Allarme sul lago, 1954) и „Копелето“ (Il bastardo, 1953),  също изгубен по време на Втората световна война и пренаписан. Със съвременна обстановка, „Копелето“ разказва историята на семейство Де Грегорио, „израз на едно вътрешно изтощено общество“ (Николо Гало). Незабравим е „нощният епизод, с който завършва първата глава на романа, където Чечилия открива съществуването на копелето, незаконен син на нейния баща, барон Де Грегорио“. През 1951 г. в „Парагоне“ тези страници са озаглавени „Луна над градината“ (Luna sull'orto) в очакване на все още непубликувания текст. През 1961 г. новото издание на книгата носи заглавието „Малката къща“ (La casa piccola), „което се отнася до незаконното семейство на барон Де Грегорио (той държи „малка къща“, според жаргонния израз)“.

### 60-те години
От 1967 г. е историческият ѝ роман „Ние вярвахме“ (Noi credevamo), въпреки че Банти уточнява, че нейните трябва да се считат не за исторически романи, а за „хипотетични интерпретации на историята“. Година 1883: в изгнание в дома си в Торино възрастен и страдащ „демократичен“ патриот се съсредоточава, анализира и преценява едно съществуване, изживяно между идеология и действие, пишейки собствените си мемоари, за тайната политическа дейност, за лишаването от свобода, претърпяно от политическия затворник в затворите на Бурбоните, за разочарованието след Обединението на Италия. Главният герой е калабрийският благородник Доменико Лопрести, „с непоклатима републиканска вяра“, мацинианец и гарибалдиец, в чиято фигура се вижда дядото по бащина линия на Банти. Първо сектантски куриер, след това затворник в Прочида и Монтефуско заедно с Карло Поерио и Сиджизмондо Кастромедиано, след „похода на Хилядата той живееше до Гарибалди“, за да започне работа на митницата на новото Кралство Италия. Но той ще се оттегли след последното изгарящо разочарование от Аспромонте. Живеейки в непрекъснатия и изтощителен спомен за събитията, за „разломите“, белязали миналото, Дон Доменико се опитва да си даде обяснения. С горчивина забелязва краха на идеалите на Рисорджименто, в които е вярвал, докато пише гневно, тайно, почти засрамен, оставяйки се на моментите на един скитащ живот, съставен от приятелства, предателства, надежди и разочарования. Разочарована визия за италианското Рисорджименто: „Но аз не броя, бяхме много, бяхме заедно, затворът не беше достатъчен; трябваше да започнем битката, когато излезем от нея. „Ние“ – сладка дума“.

### 70-те-80-те години
През 1972 г. Банти печели наградата „Багута“ и е първата жена, получила признание в дългата история на наградата.
През 1973 г. тя публикува „Изгорялата риза“ (La camicia bruciata) – третата голяма „историческа интерпретация“ след „Артемизия“ и „Ние вярвахме“. Историята започва през 1661 г. и завършва в първите години на 18 век, след като проследява събитията и анализира психологията на две принцеси от семейство Медичи – Маргарита Луиза и Виоланта Беатрис.
През 1981 г. е публикувана „Мъчителен вик“ (Un grido lacerante) – последната „транспонирана автобиография“, която е свързана с първата ѝ книга „Маршрутът на Паулина“ (1937), сякаш почти идеално затваряйки кръга.
В периода 1948 – 1981 г. Банти превежда „Панаир на суетата“ на Уилям Такъри (1948), „Стаята на Джейкъб“ на Вирджиния Улф (1950), „Приятелят на художниците“ на Франсис Карко (1955), „Италианското изкуство“ (в два тома) на Андре Шастел (1957 - 1958), „Големият Мон“ на Ален-Фурние (1974), „Скитницата“ на Колет (1977), „Катерина“ на Джейн Остин (1978) и „Белия зъб“ на Джек Лондон (1981).

## Творби

### Романи
- Itinerario di Paolina, 1937
- Sette lune, 1941
- Artemisia, 1947, 1953, 1965, 1969 (заедно с Noi credemo със заглавието Due Storie, Mondadori), 1974, 1989, 1994-2001-2005, 2007, 2015, за Артемизия Джентилески
- Il bastardo, 1953; със заглавие La piccola casa, 1961
- Allarme sul lago, 1954
- La piccola casa, 1961
- Le mosche d'oro, 1962
- Noi credemmo, 1967, 1978, 2010
- La camicia bruciata, 1973, 1979, 1987
- Un grido lacerante, 1981

### Разкази и сборници с разкази
- Il coraggio delle donne, 1940
- Le monache cantano, 1942.
- Le donne muoiono, 1951, 1998
- La monaca di Sciangai e altri racconti, 1957, 1963
- Campi Elisi, 1963
- Je vous écris d'un pays lointain, 1971
- Da un paese vicino, 1975
- Lavinia fuggita, 1996
- Racconti ritrovati, 2017.

### Цялостни сборници
- Romanzi i racconti (съдържа Itinerario di Paolina, Conosco una famiglia..., Felicina, Vocazioni distinte, Artemisia, I porci, Lavinia fuggita, La libertà di Giacinta, Il bastardo, Arabella e affini, Un lungo rancore, Campi Elisi, Noi credevamo, Je vous ècris d'un pays lointain, La camicia bruciata, Tela e cenere, La signorina, Un grido lacerante), 2013
- Racconti ritrovati, 2017

### Театър
- Corte Savella, 1960 [редукция за сцените на „Артемизия“].

### Нехудожествена литература
- Lorenzo Lotto, 1953; Rivelazione di Lorenzo Lotto, 1981, 2011, за Лоренцо Лото
- Fra Angelico, 1953, за Фра Анджелико
- Diego Velázquez (1599-1660), 1955, за Диего Веласкес
- Claude Monet (1840-1926), 1956, за Клод Моне
- Opinioni, 1961
- Matilde Serao, 1965-1979, биография на Матилде Серао
- Giovanni da San Giovanni, 1977, за Джовани да Сан Джовани
- Cinema: 1950-1977, 2008
- Quando anche le donne si misero a dipingere, 2011 (излязло през 1982)

## Награди и признания
- 1952: Специална награда за белетристика за Le donne muoiono.[6]
- 1972: Награда „Багута“ за Je vous écris d'un pays lointain[7][8][9]
- 1974: Рицар на големия кръст на Ордена за заслуги към Италианската република
- 1981: Награда „Селекция Кампиело“ за Un grido lacerante[10]
- 1982: Награда „Фелтринели“ за белетристика на Национална академия дей Линчеи, заедно с Романо Биленки.[11]